# Matthew F. Leonetti
Matthew Frank Leonetti (ur. 31 lipca 1941 w Los Angeles) − amerykański reżyser filmowy i telewizyjny, fotograf. Pracował nad kilkoma znanymi i uznanymi filmami obejmującymi wiele gatunków, w tym Beztroskie lata w Ridgemont High (1982), Dziewczyna z komputera (1985), Nóż (1985), Dziwne dni (1996), Star Trek: Pierwszy kontakt (1996) i Efekt motyla (2004). Autor zdjęć do filmu Mortal Kombat z 1995 i reżyser jego sequela, Mortal Kombat 2: Unicestwienie z 1997. Współpracował z takimi reżyserami jak Tobe Hooper, Walter Hill, John Hughes, Kenneth Branagh, Kathryn Bigelow, Zack Snyder, Bobby Farrelly i Peter Farrelly.